# Darren Star
Darren Bennett Star (Potomac, Maryland, Estats Units, 25 de juliol de 1961) és un director, guionista i productor estatunidenc. És el creador de les sèries de televisió Beverly Hills, 90210, Melrose Place i Sex and the City. Ha escrit també el guió dels films Agent juvenil i Doin' Time on Planet Earth. L'any 2014, va realitzar la sèrie de televisió estatunidenca Younger de la qual és també el creador i guionista.

## Biografia
Star va néixer el 25 de juliol de 1961 a Potomac, Maryland, Estats Units. La seva mare és escriptora mentre el seu pare és ortodontista. Ha estudiat a la Winston Churchill High School i també a la Universitat de Califòrnia a Los Angeles. És jueu.
Star va crear la sèrie de televisió Beverly Hills, 90210 i Melrose Place (amb Aaron Spelling) i ha estat el creador i guionista de Sex and the City.
Ha treballat també per a la sèrie  Central Park West de 1995 a 1996, per a la sèrie Grosse Pointe de 2002 a 2001, també per a la sèrie The Street l'any 2002 i moltes altres sèries com Miss Match l'any 2003, Kitchen Confidential el 2005, Runaway el 2006, Cashmere Mafia l'any 2008. Ha dirigit també els dos films de la sèrie de televisió Sex and the City: The Movie, i Sex and the City 2. L'any 2014, ha creat la sèrie de televisió  Younger protagonitzada per les actrius Sutton Foster, Hilary Duff, Miriam Shor i Debi Mazar.
Star és obertament homosexual i és jueu. Té residències a Nova York i Los Angeles.

## Filmografia

### Com a director
- 1991: Beverly Hills 90210
- 1998-1999: Sex and the City
- 2001: Grosse Pointe
- 2001: 55 Mercer Street
- 2003: Miss Match
- 2005: Kitchen Confidential
- 2014: HR (Episodi pilot)
- 2014: Younger

### Com a guionista
- 1988: Doin' Time on Planet Earth
- 1990-1995: Beverly Hills 90210
- 1991: Agent juvenil
- 1992-1995: Melrose Place
- 1995-1996: Central Park West
- 1998-2004: Sex and the City
- 2000-2001: The Street
- 2000-2001: Grosse Pointe
- 2001: 55 Mercer Street
- 2003: Miss Match
- 2008: Sex and the City: The Movie
- 2009: Niños ricos, pobres padres
- 2010: Sex and the City 2
- 2014-2021: Younger

### Com a productor
- 1990-1995: Beverly Hills 90210
- 1992-1995: Melrose Place
- 1995-1996: Central Park West
- 1998-2000: Sex and the City
- 2000: The Street
- 2006: Runaway
- 2007: Manchild
- 2008: Cashmere Mafia
- 2008: Sex and the City, el film
- 2010: Sex and the City 2
- 2012: GCB
- 2014: HR
- 2014-present: Younger
- 2014: Anita

### Com a actor
- 1995: Sex and the City: Director de la llemosina (temporada 5 episodi 20)

### Ell mateix
- 1993: 19a cerimònia dels premis People's Choice
- 1995: "Lauren Hutton and ..." Darren Star
- 2001: The 12th Annual Golden Laurel Awards
- 2002: Face Time
- 2002: Intimate Portrait
- 2002: Inside TV Land: Taboo TV
- 2002: The Perfect Pitch
- 2002: Brilliant but Cancelled
- 2003: Heroes of Comedy Women on Top
- 2003: E! True Hollywood Story
- 2003: Brilliant But Cancelled: Pilot Season
- 2004: Sex and the City: A Farewell
- 2005: "Biography" Heather Locklear
- 2007: A Recipe for Comedy
- 2008: Sexo en serie
- 2009: TV Land Moguls